# Adalbert Deganne
Adalbert Alexandre Iphycles Deganne, né le 22 octobre 1817 à Vertus (Marne) et mort le 10 octobre 1886 à Arcachon (Gironde), est un « ingénieur », propriétaire foncier et homme politique français. Il est maire d'Arcachon de 1876 à 1880.

## Biographie
Il est issu d'un milieu modeste. Amoureux d'une aristocrate, Clémentine L. de Ch., les parents de cette dernière refusent leur union, si bien qu'il choisit de s'expatrier, hésitant un temps à s'embarquer pour l'Amérique.
Il avait coopéré à la construction du chemin de fer de Versailles et en 1841 à celui de Bordeaux à La-Teste-de-Buch, dont il devint responsable de l'exploitation en 1845.
Il se fixa à Arcachon après son mariage en 1845 avec la Testerine Marie-Anne dite Nelly Robert (1816-1872) et participa à la naissance de cette station balnéaire aux côtés d'Émile Pereire, notamment par le prolongement de la voie ferrée jusqu'à la gare actuelle et de nombreux équipements immobiliers. Il est maire d'Arcachon à deux reprises, en 1870-1871 et en 1876-1880.
Il avait reçu en dot de sa femme des hectares de forêt sur la future commune d'Arcachon (officiellement créée en 1857), dont la revente en parcelles constructibles lui donna une immense fortune. Il en usa en dotant la ville d'un théâtre, d'un gymnase, de divers autres établissements et de larges avenues, ces dons et investissements donnant de la plus-value aux terrains qu'il vendait.
Il fait aussi construire au bord de la plage un château, inspiré de celui de Boursault (1843-1848), là où vit son amour de jeunesse, désormais comtesse et veuve. Il y rassemble une importante collection de tableaux, acquis principalement aux Salons de Paris et de Bordeaux. Mais il n'y habite pas, préférant résider à proximité, villa Saint Georges.
Adalbert Deganne n'a pas oublié qu'il était né à Vertus ; de son vivant, il subvenait aux besoins des sociétés de secours mutuel, de musique, etc., et les pauvres connaissaient cet homme charitable à qui on ne s'adressait jamais en vain. Par testament, il laissa à la ville de Vertus les propriétés et les habitations qu'il y possédait et le cinquième du produit de la vente des terrains qu'il possédait à Arcachon et où étaient élevées de nombreuses et somptueuses villas. Ce legs était fait à la condition que la commune de Vertus consacrât la somme nécessaire à la construction et à l'entretien d'un hôpital pour les vieillards, qui porterait son nom ; il semble qu'elle ait refusé ce don.
Il est fait chevalier de la Légion d'honneur en 1877.
Il meurt sans descendance en 1886 et est enterré aux côtés de sa femme dans le caveau familial à Vertus.

## Hommage
À Arcachon, il existe un boulevard Deganne et une avenue Nelly-Deganne.